# ベルローズ (競走馬)
ベルローズ（Belle Rose）はイギリスの繁殖牝馬。仔のロイヤルローズ及びピンクドミノを通じて子孫が繁栄し、8号族c分岐の一角を成す大牝系の祖となった。

## 血統表
| ベルローズの血統        | ベルローズの血統                                                                                                  | ベルローズの血統                                                                                                  | （血統表の出典）                                                                                                  | （血統表の出典） |
| 父系                    | バードキャッチャー系                                                                                              | バードキャッチャー系                                                                                              | バードキャッチャー系                                                                                              |                  |
| 父 Beaudesert 1877 鹿毛 | 父の父Sterling 1868 鹿毛                                                                                          | Oxford | Birdcatcher | Birdcatcher      |
| 父 Beaudesert 1877 鹿毛 | 父の父Sterling 1868 鹿毛                                                                                          | Oxford | Honey Dear |                  |
| 父 Beaudesert 1877 鹿毛 | 父の父Sterling 1868 鹿毛                                                                                          | Whisper | Flatcatcher | Flatcatcher      |
| 父 Beaudesert 1877 鹿毛 | 父の父Sterling 1868 鹿毛                                                                                          | Whisper | Slience |                  |
| 父 Beaudesert 1877 鹿毛 | 父の母Sea Gull 1866 青毛                                                                                          | Lifeboat | Sir Hercules | Sir Hercules     |
| 父 Beaudesert 1877 鹿毛 | 父の母Sea Gull 1866 青毛                                                                                          | Lifeboat | Yard Arm |                  |
| 父 Beaudesert 1877 鹿毛 | 父の母Sea Gull 1866 青毛                                                                                          | Wild Athol | Surplice | Surplice         |
| 父 Beaudesert 1877 鹿毛 | 父の母Sea Gull 1866 青毛                                                                                          | Wild Athol | Bridget |                  |
| 母 Monte Rosa 1882 栗毛 | 母の父Craig Millar 1872 栗毛                                                                                      | Blair Athol | Stockwell | Stockwell        |
| 母 Monte Rosa 1882 栗毛 | 母の父Craig Millar 1872 栗毛                                                                                      | Blair Athol | Blink Bonny |                  |
| 母 Monte Rosa 1882 栗毛 | 母の父Craig Millar 1872 栗毛                                                                                      | Miss Roland | Fitz-Roland | Fitz-Roland      |
| 母 Monte Rosa 1882 栗毛 | 母の父Craig Millar 1872 栗毛                                                                                      | Miss Roland | Miss Bowzer |                  |
| 母 Monte Rosa 1882 栗毛 | 母の母Hedge Rose 1867 栗毛                                                                                        | Neptunus | Weatherbit | Weatherbit       |
| 母 Monte Rosa 1882 栗毛 | 母の母Hedge Rose 1867 栗毛                                                                                        | Neptunus | Athena Pallas |                  |
| 母 Monte Rosa 1882 栗毛 | 母の母Hedge Rose 1867 栗毛                                                                                        | Woodbine | Stockwell | Stockwell        |
| 母 Monte Rosa 1882 栗毛 | 母の母Hedge Rose 1867 栗毛                                                                                        | Woodbine | Honeysuckle |                  |
| 母系(F-No.)             | 8号族(FN:8-c) | 8号族(FN:8-c) | 8号族(FN:8-c) | [ § 2 ]          |
| 5代内の近親交配         | Birdcatcher：S4×M5 Sir Hercules：S4×M5 Stockwell：M4×M4 Touchstone：S5×S5×M5 Melbourne：S5×M5 Sheet Anchor：S5×M5 | Birdcatcher：S4×M5 Sir Hercules：S4×M5 Stockwell：M4×M4 Touchstone：S5×S5×M5 Melbourne：S5×M5 Sheet Anchor：S5×M5 | Birdcatcher：S4×M5 Sir Hercules：S4×M5 Stockwell：M4×M4 Touchstone：S5×S5×M5 Melbourne：S5×M5 Sheet Anchor：S5×M5 | [ § 3 ]          |
| 出典                    | 1. 2. 3. | 1. 2. 3. | 1. 2. 3. | 1. 2. 3.         |

## 産駒

### ロイヤルローズ
ロイヤルローズ（Royal Rose）は1894年産、父ロイヤルハンプトン（Royal Hampton）。繁殖牝馬としてはピーターパンとの間に生まれたペナント（Pennant）が1913年のフューチュリティステークスに優勝、種牡馬としてもアメリカ殿堂馬のエクイポイズの父となるなど活躍した。
ロイヤルローズの牝系子孫はペナントの全姉にあたる1910年産のチェロキーローズ（Cherokee Rose）を祖として大きく発展し、世界的名牝系を構築している。

#### ロジーオグラディ系
チェロキーローズが1915年に産んだロジーオグラディ（Rosie O'Grady）は競走馬としても1917年の米最優秀2歳牝馬に選ばれるなど活躍したが、産駒のウェノ(Weno）、エリン（Erin）、ポティーン（Potheen）らがそれぞれ牝系子孫に活躍馬を輩出した。
なかでもエリンの仔ボールドアイリッシュ（Bold Irish）の子孫にはアメリカの歴史的名牝ラフィアンと名種牡馬アイスカペイドの兄妹が出ており、ロジーオグラティ系の中心的な存在となった。そのほかボールドアイリッシュの半姉ブランサム（Bransome）の子孫にドリームジャーニー・オルフェーヴル兄弟など。
- ロジーオグラディ系の主な活躍馬
  - ウェノ　-　インテント
  - エリン
    - ブランサム　-　ドリームジャーニー、オルフェーヴル
    - ボールドアイリッシュ　-　アイスカペイド、ラフィアン、フサイチペガサス

  - ポティーン　-　ビウィッチ

#### ロウズバド系
チェロキーローズが1917年に産んだロウズバド（Rowes Bud）も繁殖牝馬として活躍し、1927年シャンペンステークス優勝馬オーセイ（Oh Say）の母となったほか、牝系子孫も産駒のローズブルーム（Rosebloom）とレアブルーム（Rare Bloom）を通じて発展している。
特にレアブルームの曾孫にあたるクリムズンセイント（Crimson Saint）の功績が大きく、同馬の仔にターリングアとロイヤルアカデミーが出ており、ターリングアの仔である大種牡馬ストームキャットと合わせて多くの馬にその血が受け継がれている。
- ロウズバド系の主な活躍馬
  - ローズブルーム　-　ビーマイゲスト、コックニーレベル、アンクルモー
  - レアブルーム　
    - クリムズンセイント　-　ロイヤルアカデミー、ターリングア、ストームキャット、サトノアレス

### ピンクドミノ
ピンクドミノ（Pink Domino）は1897年産で、「黒い旋風」ドミノが遺した全20頭（内1頭は登録前に死亡）の産駒の内の1頭である。繁殖牝馬としてスウィープの母となり、同馬は種牡馬として2度米リーディングサイアーに輝き、母の父としてもウォーアドミラルとワーラウェイを輩出した。
牝系としては前述のロイヤルローズほどの発展は見せていないものの、種牡馬として活躍したレッドゴッドやヘネシー、G1競走16勝を誇るアメリカの歴史的名馬ジョンヘンリーなどが子孫の代表馬として挙げられる。

## ベルローズのファミリーライン
牝系図の主要な部分（G1競走優勝馬、日本の重賞馬）は以下の通り。*は日本に輸入された馬。
- Woodbine 1860 --- 8-cの祖
  - Hedge Rose 1867
    - Monte Rosa 1882
      - Belle Rose 1889---←(改行）

---↓ベルローズ牝系
- Belle Rose 1889
  - Royal Rose 1889
    - Cherokee Rose 1910
      - Rosie O'Grady 1915 ----→ロジーオグラティ系へ
        - Erin 1927
          - Bold Irish 1948 ----→ボールドアイリッシュ系へ

      - Rowes Bud 1917 ----→ロウズバド系へ
        - Rosebloom 1932
          - Fragrance 1942
            - Rare Perfume 1947 ----→レアパフューム系へ

    - Pennant 1911（フューチュリティS）

  - Pink Domino 1897
    - Curiosity 1903
      - Novelty 1908（ベルモントフューチュリティS・ホープフルS）
      - Wonder 1910
        - Miss Whisk 1921
          - Dustemall 1927（メイトロンS）
            - Red Rain 1933（ホープフルS）
            - Dusty Legs 1945
              - Intent One 1955
                - Once Double 1967
                  - John Henry 1975（ハリウッドターフCなどGI16勝）

          - Fly Swatter 1935
            - Flyweight 1942
              - Flynet 1949　
                - Needlebug 1961
                  - T. C. Kitten 1969
                    - Island Kitty 1976
                      - *ヘネシー 1993（ホープフルS）
                      - Pearl City 1994（バレリーナH）

                    - Field Cat 1977（パンアメリカンH）
                    - Tis a Kitten 1978
                      - Oncilla 1989
                        - Frameita 2000
                          - Dominga Feriz 2013（智G1・タンテオデポトランカス）

                    - Sharp Kitty 1979
                      - Family Style 1983（スピナウェイS・アーリントンワシントンラッシーS・フリゼットS・ラカナダS）
                      - Lost Kitty 1985（デルマーフューチュリティ）

                    - Careless Kitten 1980
                      - *キャットアリ 1999
                        - ヒラボクディープ 2010（青葉賞）
                        - エターナルブーケ 2013
                          - ソウルラッシュ 2018（マイルCS、マイラーズC、京成杯AH）

                    - Beware of the Cat 1986
                      - Editor's Note 1993（ベルモントS・スーパーダービー）
                      - Hold That Tiger 2000（グランクリテリウム）

            - First Flight 1944（ベルモントフューチュリティ・メイトロンS・モンマスオークス）
              - Virgin Isle 1956
                - Spanish Pearl 1969
                  - Male Strike 1974
                    - Karen R. 1983
                      - Majestic Karen 1991
                        - Star One One 1996
                          - One Wise Cowgirl 2005
                            - *ハヴユーゴーンアウェイ 2011（バレリーナS）

                    - On the Line 1984（サンフェルナンドS・カーターH）

    - Sweep 1907（フューチュリティS・ベルモントS・ローレスリアライゼーションS）
    - Sweepaway 1908
      - Brookdale 1921
        - Boola Brook 1937
          - Admiral's Lady 1942
            - Water Queen 1947
              - Beau Purple 1957（サバーバンH・ブルックリンH・マンノウォーH・ワイドナーH）

            - Crafty Admiral 1948（ブルックリンH）

          - Spring Run 1948（ブルーグラスS）
            - Red God 1954
            - Spring Muse 1956
              - Constant Nymph 1965
                - Equanimity 1975（ファンタジーS）
                  - Calm Princess 1985
                    - Brassy 1995
                      - Brass Hat 2001（ドンH）

    - Swan Song 1914
      - Inchcape Belle 1923
        - Thanksgiving 1935（トラヴァーズS）

### ロジーオグラディ系
- Rosie O'Grady 1915
  - Weno 1922
    - Liz F. 1933
      - Harriet's Kid 1944
        - Ruddy Belle 1949
          - Cheta Belle 1967
            - Mischief Pronto 1971
              - Quick Mischief 1986（ラフィアンH・ジョン A.モリスH）

        - Jetbead 1955
          - Jet to Market 1965
            - Pago's Market 1978
              - Fair Majesty 1986
                - Downthedustyroad 2003（ラブレアS）

      - Intent 1948（サンタアニタメーチュリティ・サンフアンカピストラーノ招待H連覇）

  - Erin 1927
    - Bransome 1935
      - Dynamo 1945
        - Coastal Trade 1951
          - Wise Exchange 1965（フラミンゴS）
          - Dhow 1968
            - *グランマスティーヴンス 1977
              - エレクトロアート 1986
                - オリエンタルアート 1997
                  - ドリームジャーニー 2004（朝日杯フューチュリティS・宝塚記念・有馬記念）
                  - オルフェーヴル 2008（皐月賞・東京優駿・菊花賞・有馬記念2回・宝塚記念）

        - High Voltage 1952（メイトロンS・セリマS・エイコーンS・CCAオークス・デラウェアオークス）
          - Great Power 1964（サプリングS）
          - Irradiate 1966
            - Celestial Lights 1971
              - Regal Heights 1978
                - Above All Time 1987
                  - Time to Meet 1996
                    - Masquerade Belle 2002
                      - Tiz Fitratious 2008（ロデオドライブS）

            - Majestic Light 1973（スワップスS・モンマス招待H・エイモリーLハスケルH・マンノウォーS）[注 1]

          - Overpowering 1967
            - Over Your Shoulder 1981
              - Harbour Club 1987
                - Galleon of Gold 2000
                  - Game Face 2005（プリンセスルーニーH）

              - *シンコウスプレンダ 1994（京成杯オータムH、エルムS）

        - Magneto 1953
          - Court Action 1962
            - Syndikos 1973
              - Imperial Bailiwick 1991
                - Reverence 2001（ナンソープS・スプリントC）

          - *ステューペンダス 1963（ホイットニーH）[注 2]

        - Beguiling 1955
          - Morning Bird 1967
            - Paula J. T. 1981
              - P. J. Extravaganza 1987
                - Doppio Amore 2008
                  - Doppio Shanghai 2015（伯G1・リオデジャネイロディアナ大賞）[注 3]

            - Palm Beach Deb 1983
              - Tempest Morn 1997（アンセットオーストラリアS）

    - Bold Irishman 1938（ピムリコフューチュリティ）
    - Bold Irish 1948 ---→ボールドアイリッシュ系へ

  - Potheen 1928
    - Pot O'Luck 1942（シャンペンS・ピムリコフューチュリティ・アーリントンクラシックS・ジョッキークラブ金杯・ローレンスリアライゼーションS）
      - Bewitch 1945（ワシントンパークフューチュリティ・ヴァニティH）
      - Hoyden 1946　
        - Romp Away 1960
          - Adriatic Blue 1965
            - High View Fashion 1983
              - Danzigs Fashion 1988
                - *アイランドファッション 2000（アラバマS・ラブレアS・サンタモニカH）

#### ボールドアイリッシュ系
- Bold Irish 1948
  - Blarney Castle 1954
    - Filatonga 1960
      - Tell Meno Lies 1971
        - Honest and True 1977
          - Epitome 1985（BCジュヴェナイルフィリーズ）
            - Essence of Dubai 1999[注 4]

        - Green Forest 1979（モルニ賞・サラマンドル賞・グランクリテリウム・ムーランドロンシャン賞）

  - Longford 1955
    - Castle Forbes 1961（ソロリティS・エイコーンS）
      - Irish Castle 1967（ホープフルS）
        - Alpine Lass 1972（メイトロンS）

  - Leix 1957
    - Tiy 1975
      - Ahpo Hel 1982
        - Twin Propeller 1993
          - Air France 1999
            - Super Phoebe 2004
              - Got Stormy 2015（フォスターデイヴH・メートリアークS）

        - General Jeanne 1999
          - Justwhisstledixie 2006
            - *ニューイヤーズデイ 2011（BCジュヴェナイル）

      - Golden Tiy 1990
        - Silk n' Sapphire 1998
          - Shared Account 2006（BCフィリー&メアターフ）
            - Sharing 2017（BCジュヴェナイルフィリーズターフ）

  - Shenanigans 1963
    - Icecapade 1969
    - Laughter 1970
      - Steel Maiden 1983
        - Women's Rights 1998
          - Suffrage 2001
            - Suggestive Boy 2008（亜ジョッキークラブ大賞などGI5勝）

        - Mesabi Maiden 1993　
          - Lady Liberty 1999
            - Orb 2010（フロリダダービー・ケンタッキーダービー）

          - Altar Girl 2002
            - Princess Daisy 2008
              - Algecira Fever 2016（宇G1・ポージャデポトランカス）[1]

      - Private Terms 1985（ウッドメモリアルS）
      - Laughing Look 1986
        - *コロナドズクエスト 1995（ハスケル招待H・トラヴァーズS）

    - Ruffian 1972（ソロリティS・スピナウェイS・エイコーンS・マザーグースS・CCAオークス）

  - Castle Hyde 1968
    - Ramhyde 1972
      - Rowdy Angel 1979
        - Demons Begone 1984（アーカンソーダービー）
        - Pine Bluff 1989（プリークネスS）
        - Angel Fever 1990
          - Fortyniner Fever 1995
            - Bold Angel 2004
              - Street Fancy 2013（スターレットS）

          - Fusaichi Pegasus 1997（ケンタッキーダービー）

### ロウズバド系
- Rowes Bud 1917
  - Oh Say 1925（シャンペンS）
  - Rosebloom 1932
    - Highclere 1938
      - Sopranist 1943（スピナウェイS）[2]
      - Pipette 1944（スピナウェイS）[3]

    - Pomrose 1940
      - Rosepomp 1947
        - Miss Fairfield 1962
          - Hot Slippers 1974
            - Cyane's Slippers 1983
              - Dixie Slippers 1995
                - Playa Maya 2000
                  - Uncle Mo 2008（シャンペンS・BCジュヴェナイル）

            - Double Slippers 1986
              - Eithan 1993（亜G1・ラスアメリカス大賞）

          - Bouncy Barb 1981
            - Rambling Barb 1989
              - *ショウナンハピネス 1995
                - ショウナンアネーロ 2004
                  - キョウヘイ 2014（シンザン記念）

                - ショウナンマオ 2009
                  - ショウナンナデシコ 2017（かしわ記念、エンプレス杯、マリーンC、スパーキングレディーC）

    - Fragrance 1942
      - Rare Perfume 1947 ----→レアパフューム系へ

  - Rare Bloom 1935
    - First Rose 1946
      - Bolero Rose 1958
        - Crimson Saint 1969　
          - Terlingua 1976
            - Storm Cat 1983（ヤングアメリカS）
            - Chapel of Dreams 1984
              - Winer Wald 1992
                - Argent du Bois 1996
                  - *ティッカーテープ 2001（アメリカンオークス・QE2世チャレンジカップS）
                  - Sant Elena 2003
                    - Reckless Abandon 2010（モルニ賞・ミドルパークS）
                    - Brando 2012（モーリスドゲスト賞）

                  - Crowded House 2006（レーシングポストトロフィー）

          - *ロイヤルアカデミー 1987（ジュライC・BCマイル）
          - Prawn Cocktail 1992
            - *サトノアマゾネス 2004
              - サトノアレス 2014（朝日杯フューチュリティS）

牝系図の出典：galopp-sieger.de Stammtafeln